# Little Rock (Oklahoma)
Little Rock es un lugar designado por el censo ubicado en el condado de Mayes en el estado estadounidense de Oklahoma. En el Censo de 2020 tenía una población de 197 habitantes y una densidad poblacional de 10,82 habitantes por km². Fue incluido como CDP en el censo de 2020.

## Geografía
Little Rock se encuentra ubicado en las coordenadas 36°13′1″N 95°5′33″O / 36.21694, -95.09250. Según la Oficina del Censo de los Estados Unidos,  tiene una superficie total de 18,21 km², de la cual 18,16 km² corresponden a tierra firme y 0,05 km² a agua.